# 岡田純子 (漫画家)
岡田 純子（おかだ じゅんこ、1956年〈昭和31年〉8月2日 - ）は、日本の漫画家。千葉県出身。血液型はA型。女性。代表作は『吉原華の乱』など。

## 来歴
「他の仕事はできない」と考えた岡田は、漫画家になろうと考える。
初投稿は中学2年で『りぼん』（集英社）。高校入学後は投稿先を講談社に変更したところ、編集者より絵が酷いと酷評されたものの運良く講談社での投稿3作目にして、BF（）まんがセミナーの第28回「新人賞入選作」して『変身♡ウッフーン』が1974年〈昭和49年〉、『別冊少女フレンド増刊』新年号：1月5日号（講談社）に掲載され、高校2年時「千歳 薫」のペンネームにて漫画家デビュー。
なお、デビューした時の千歳薫は凄く気取ったPNで気恥ずかしかった事もあり、秋田書店より再デビューの際に本名の「岡田純子」に戻すのもよいと考えたと専門誌『ぱふ』インタビューで作者本人が語っており、改名した事もあって当時プリンセス編集部からは新人扱いとなった。
1986年には『ドリーミング』の連載を開始。1989年より『バスルームより愛をこめて』（『SILKY増刊号』白泉社）を執筆し、レディースコミックも手がけるようになった。

## 作風
「大人の空気漂う色気たっぷり」な男性キャラクターと「おっとりしていて健気なヒロイン」が恋愛する様子を描く。『ハーレクイン』で作品を発表する際には「全てにおいてゴージャスな世界」を描くように執筆されている。
淫猥な雰囲気になりがちのレディコミ作品に於いて、岡田は明るく楽しい他に類を見ない独自のスタイルを確立していると評されている（1992年時点）。

## 作品リスト

### 書籍
- 獣と呼ばないで（白泉社レディースコミックス、白泉社、1991年11月）
- 愛と青春のピノキオ（エメラルドコミックス、主婦と生活社、1992年4月）
- 恋愛の王道（白泉社レディースコミックス、1992年5月）
- OZ2の魔法使い（エメラルドコミックス、1992年9月）
- この神聖なるいばら姫（エメラルドコミックス、1992年11月）
- 聖セバスチャンの殉教（エメラルドコミックス、1993年3月）
- ワーキング愛タイム（ALC・DX、秋田書店、1993年9月）
- Oh!クロスカウンター（スコラLC、スコラ、1994年1月）
- 結婚の鉄人（ジュールコミックス、双葉社、1995年8月）
- 黄昏森のピグマリオン
- ああ!のび悩み奮戦記
- 二人の年月（原作：ペニー・ジョーダン、ハーレクイン）
- 吉原華の乱（ぶんか社、『ほんとうに怖い童話』連載、2006年 - 、全19巻）
- まんがグリム童話人魚姫〜うたかたの月〜（ぶんか社、『まんがグリム童話』連載、全6巻）
- 億万長者と無垢な家政婦（原作：ジェニー・ルーカス、ハーレクイン、2012年8月）
- 愛を拒む理由（原作：ジャッキー・ブラウン、ハーレクイン、2020年5月）
- プレイボーイの復讐（原作：アニー・ウエスト、ハーレクイン、2021年3月）
- 麗しのハウスキーパー（原作：ロビン・グレイディ、ハーレクイン、2021年8月）
- 醜いシンデレラ（原作：サラ・ウッド、ハーレクイン、2022年1月[9]）
- あの夜に宿った永遠（原作：アニー・ウエスト、ハーレクイン、2022年9月[10]）

### その他
- 『やじきた学園道中記公式ファンブック』（2017年8月16日発売[11]、秋田書店） - シリーズ35周年記念お祝いメッセージとイラスト収録[11]
- 企画展「手塚治虫先生 生誕90周年記念チャリティー展示会」（2020年1月9日 - 3月17日開催、新潟市マンガの家[12]） - 出展[12]

### 「千歳薫」名義作品
＊特記がない限り、講談社『別冊少女フレンド』本誌または増刊号掲載。
- 変身♡ウッフーン（1974年新年号増刊・1月5日号[13]）
- なぜかレズっちゃう物語（1974年3月号[14]）
- エデンの西に咲く花は（1974年9月号[15]）
- あ〜れ〜っ！Dr.ペッパさん（1974年10月号増刊[16]）
- 離婚ドロボウに乾杯！（『ラブリーフレンド』1974年12月号・クリスマス号[17]）
- 白いアルデンヌ（1975年1月号増刊[18]）
- 眠れぬ城の王子さま（1975年9月号[19]）